# Bytowo Wąskotorowe
Bytowo Wąskotorowe – nieczynny przystanek stargardzkiej kolei wąskotorowej w Bytowie, w województwie zachodniopomorskim, w Polsce. Przystanek został zlikwidowany w 1945 roku.